# June Vincent
June Vincent, nata Dorothy June Smith (Harrod, 17 luglio 1920 – Aurora, 20 novembre 2008), è stata un'attrice statunitense.
È apparsa in quasi 30 film dal 1943 al 1959 ed ha recitato in più di 70 produzioni per gli schermi televisivi dal 1951 al 1976.

## Biografia
June Vincent nacque a Harrods, in Ohio, il 17 luglio 1920. Debuttò al cinema agli inizi degli anni quaranta e in televisione agli inizi degli anni cinquanta.
Bionda attrice caratterista, interpretò quasi sempre i ruoli della donna ingenua o della avvenente rubacuori (TV Guide la definì con l'epiteto Television's Favorite Homewrecker, la "miglior sfasciafamiglie della televisione"). Per la TV vanta una lunga serie di partecipazioni a serie televisive in veste di guest star o di interprete di personaggi perlopiù minori in numerosi episodi e spesso interpretando più personaggi per serie. Si possono citare due episodi di I'm the Law, quattro episodi di Matinee Theatre, quattro episodi di The Ford Television Theatre, due episodi di Il tenente Ballinger, cinque episodi di Perry Mason, due episodi di Il fuggiasco, due episodi di Il virginiano e due episodi di F.B.I..
La sua carriera per gli schermi cinematografici conta diverse partecipazioni; tra i personaggi a cui diede vita si possono citare Carol Sterling Crump in Honeymoon Lodge del 1943, Muriel Crane in Sing a Jingle del 1944, Mary Frances Wright in Cinque maniere di amare del 1944, Marcellina in La voce magica del 1944, Miss McLean in California del 1944. Interpretò poi il ruolo da protagonista di Diane Kirkland nel film comico Gianni e Pinotto fra le educande del 1945 e proseguì con numerosi altri ruoli minori come quelli di Libby Cawthorne Gogarty in Meravigliosa illusione del 1945, Catherine Bennett in L'angelo nero del 1946, Eve Allen in Song of Idaho del 1948, Vivian Bailey in The Challenge del 1948, Doris Bradley in Trapped by Boston Blackie del 1948, Edna Grover in Shed No Tears del 1948, Pamela Trent in Arkansas Swing del 1948, Gwen Runstrom in The Creeper del 1948, Grace Duffy in The Lone Wolf and His Lady del 1949, Jenny in Il gigante della foresta del 1949, Estelle Byron in Mary Ryan, Detective del 1949, Barbara Taylor in Counterspy Meets Scotland Yard del 1950, Stella Strutzenbacher in Secrets of Monte Carlo del 1951, Carrie Hurley in Colorado Sundown del 1952, Emily Morton in Notte di perdizione del 1952, Doris Vail in The WAC from Walla Walla del 1952, Doreen Thompson in Clipped Wings del 1953, Miss Craig in Il bisbetico domato del 1953, Linda Fairaday in Allarme sezione omicidi del 1955 e Mrs. Leonard (il suo ultimo ruolo cinematografico) in The Miracle of the Hills del 1959.
Nel 1976 recitò nell'episodio The Election della serie Maude, che resta la sua ultima apparizione per il teleschermo. Morì ad Aurora, in Colorado, il 20 novembre 2008.

## Filmografia

### Cinema
- Honeymoon Lodge, regia di Edward C. Lilley (1943)
- Sing a Jingle, regia di Edward C. Lilley (1944)
- Cinque maniere di amare (Ladies Courageous), regia di John Rawlins (1944)
- La voce magica (The Climax), regia di George Waggner (1944)
- California (Can't Help Singing), regia di Frank Ryan (1944)
- Gianni e Pinotto fra le educande (Here Come the Co-eds), regia di Jean Yarbrough (1945)
- Meravigliosa illusione (That's the Spirit), regia di Charles Lamont (1945)
- L'angelo nero (Black Angel), regia di Roy William Neill (1946)
- Song of Idaho, regia di Ray Nazarro (1948)
- The Challenge, regia di Jean Yarbrough (1948)
- Trapped by Boston Blackie, regia di Seymour Friedman (1948)
- Shed No Tears, regia di Jean Yarbrough (1948)
- Arkansas Swing, regia di Ray Nazarro (1948)
- The Creeper, regia di Jean Yarbrough (1948)
- The Lone Wolf and His Lady, regia di John Hoffman (1949)
- Il gigante della foresta (Zamba), regia di William Berke (1949)
- Mary Ryan, Detective, regia di Abby Berlin (1949)
- Il diritto di uccidere (In a Lonely Place), regia di Nicholas Ray (1950)
- Counterspy Meets Scotland Yard, regia di Seymour Friedman (1950)
- Secrets of Monte Carlo, regia di George Blair (1951)
- Colorado Sundown, regia di William Witney (1952)
- Notte di perdizione (Night Without Sleep), regia di Roy Ward Baker (1952)
- The WAC from Walla Walla, regia di William Witney (1952)
- Clipped Wings, regia di Edward Bernds (1953)
- Il bisbetico domato (Marry Me Again), regia di Frank Tashlin (1953)
- Allarme sezione omicidi (City of Shadows), regia di William Witney (1955)
- The Miracle of the Hills, regia di Paul Landres (1959)

### Televisione
- Squadra mobile (Racket Squad) – serie TV, un episodio (1951)
- Biff Baker, U.S.A. – serie TV, un episodio (1952)
- The Ford Television Theatre – serie TV, 4 episodi (1953-1957)
- Le inchieste di Boston Blackie (Boston Blackie) – serie TV, episodio 2x27 (1953)
- Your Jeweler's Showcase – serie TV, un episodio (1953)
- I'm the Law – serie TV, 2 episodi (1953)
- Gianni e Pinotto (The Abbott and Costello Show) – serie TV, episodio 2x14 (1954)
- The Adventures of Falcon – serie TV, un episodio (1954)
- The Millionaire – serie TV, 2 episodi (1955-1959)
- The Lone Wolf – serie TV, un episodio (1955)
- Papà ha ragione (Father Knows Best) – serie TV, un episodio (1955)
- Stage 7 – serie TV, un episodio (1955)
- Damon Runyon Theater – serie TV, episodio 1x05 (1955)
- The Man Behind the Badge – serie TV, un episodio (1955)
- Screen Directors Playhouse – serie TV, episodi 1x14-1x18 (1956)
- Passport to Danger – serie TV, un episodio (1956)
- Medic – serie TV, un episodio (1956)
- Matinee Theatre – serie TV, 4 episodi (1956)
- 77º Lancieri del Bengala (Tales of the 77th Bengal Lancers) – serie TV, episodio 1x10 (1956)
- Have Gun - Will Travel – serie TV, 5 episodi (1957-1961)
- Dr. Christian – serie TV, un episodio (1957)
- Dr. Hudson's Secret Journal – serie TV, 2 episodi (1957)
- Captain David Grief – serie TV, un episodio (1957)
- The George Sanders Mystery Theater – serie TV, un episodio (1957)
- Il tenente Ballinger (M Squad) – serie TV, 2 episodi (1958-1959)
- Perry Mason – serie TV, 5 episodi (1958-1961)
- I racconti del West (Zane Grey Theater) – serie TV, un episodio (1958)
- Trackdown – serie TV, un episodio (1958)
- The Gale Storm Show: Oh! Susanna – serie TV, un episodio (1958)
- Ricercato vivo o morto (Wanted: Dead or Alive) – serie TV, episodio 1x29 (1959)
- Markham – serie TV, un episodio (1959)
- Tightrope – serie TV, episodio 1x13 (1959)
- The Lineup – serie TV, un episodio (1959)
- The Grand Jury – serie TV, un episodio (1959)
- Letter to Loretta – serie TV, 2 episodi (1960-1961)
- Lock-Up – serie TV, episodi 2x10-2x34 (1960-1961)
- The Rifleman – serie TV, un episodio (1960)
- Alcoa Presents: One Step Beyond – serie TV, un episodio (1960)
- Johnny Midnight – serie TV, un episodio (1960)
- Richard Diamond (Richard Diamond, Private Detective) – serie TV, un episodio (1960)
- Avventure lungo il fiume (Riverboat) – serie TV, un episodio (1960)
- The Barbara Stanwyck Show – serie TV, un episodio (1960)
- Peter Gunn – serie TV, episodio 3x12 (1960)
- Hawaiian Eye – serie TV, 2 episodi (1961-1962)
- Assignment: Underwater – serie TV, un episodio (1961)
- Scacco matto (Checkmate) – serie TV, episodio 1x15 (1961)
- Gli intoccabili (The Untouchables) – serie TV, un episodio (1961)
- The Brothers Brannagan – serie TV, un episodio (1961)
- King of Diamonds – serie TV, un episodio (1961)
- Corruptors (Target: The Corruptors) – serie TV, episodio 1x21 (1962)
- Tales of Wells Fargo – serie TV, un episodio (1962)
- Route 66 – serie TV, un episodio (1962)
- McKeever & the Colonel – serie TV, un episodio (1962)
- Il dottor Kildare (Dr. Kildare) – serie TV, un episodio (1963)
- The Lieutenant – serie TV, episodio 1x07 (1963)
- Mr. Novak – serie TV, episodio 1x11 (1963)
- Il fuggiasco (The Fugitive) – serie TV, 2 episodi (1964-1966)
- La grande avventura (The Great Adventure) – serie TV, episodio 1x16 (1964)
- L'ora di Hitchcock (The Alfred Hitchcock Hour) – serie TV, un episodio (1964)
- The Andy Griffith Show – serie TV, un episodio (1965)
- Il virginiano (The Virginian) – serie TV, 2 episodi (1966-1968)
- F.B.I. (The F.B.I.) – serie TV, 2 episodi (1966-1970)
- Honey West – serie TV, episodio 1x21 (1966)
- Viaggio in fondo al mare (Voyage to the Bottom of the Sea) – serie TV, un episodio (1966)
- Quella strana ragazza (That Girl) – serie TV, un episodio (1966)
- Tre nipoti e un maggiordomo (Family Affair) - serie TV, episodio 1x20 (1967)
- Ironside – serie TV, un episodio (1967)
- Al banco della difesa (Judd for the Defense) – serie TV, un episodio (1968)
- Daktari – serie TV, episodio 4x12 (1968)
- La signora e il fantasma (The Ghost & Mrs. Muir) – serie TV, un episodio (1969)
- Vita da strega (Bewitched) – serie TV, un episodio (1969)
- Mayberry R.F.D. – serie TV, un episodio (1969)
- Bright Promise – serie TV (1971-1972)
- La famiglia Smith (The Smith Family) – serie TV, un episodio (1971)
- The Delphi Bureau – serie TV, un episodio (1972)
- Le strade di San Francisco (The Streets of San Francisco) – serie TV, un episodio (1972)
- Kung Fu – serie TV, un episodio (1974)
- Maude – serie TV, un episodio (1976)

## Doppiatrici italiane
- Lydia Simoneschi ne L'angelo nero
- Rosetta Calavetta ne La voce magica
- Wanda Tettoni ne La meravigliosa illusione
- Ria Saba ne Il diritto di uccidere
- Lia Orlandini in Gianni e Pinotto tra le educande
- Renata Marini in Notte di perdizione